# Areia Branca (ort i Brasilien, Rio Grande do Norte, Areia Branca, lat -4,96, long -37,14)
Areia Branca är en ort i Brasilien.   Den ligger i kommunen Areia Branca och delstaten Rio Grande do Norte, i den östra delen av landet, 1 700 kilometer nordost om huvudstaden Brasília. Areia Branca ligger 11 meter över havet och antalet invånare är 18 372.
Terrängen runt Areia Branca är platt. Havet är nära Areia Branca åt nordväst. Det finns inga andra samhällen i närheten.
Omgivningarna runt Areia Branca är huvudsakligen savann. Runt Areia Branca är det ganska tätbefolkat, med 58 invånare per kvadratkilometer.